# Hodinářův učeň
Hodinářův učeň je filmová pohádka z roku 2019, kterou napsala a režírovala Jitka Rudolfová. Snímek vznikl v české a slovenské koprodukci a jeho vznik také podpořili Státní fond české kinematografie, Jihomoravský filmový nadační fond a Audiovizuálny fond. Natáčení probíhalo například na Panské skále, na zámku Lednice, v Beskydech, Doksanech nebo na zámku Uherčice u Znojma. Některé scény rovněž vznikly v kostele Neposkvrněného početí Panny Marie v Horní Řasnici na Frýdlantsku na severu České republiky.
Hlavní role ztvárnili Michal Balcar, Dana Droppová, Jana Plodková, Viktor Preiss, Václav Neužil a Jaroslav Plesl.

## Obsazení
| Michal Balcar    | Urban                   |
| Dana Droppová    | Laura, hodinářova dcera |
| Jana Plodková    | Lichoradka              |
| Viktor Preiss    | mistr hodinář           |
| Václav Neužil    | Rodovoj                 |
| Jaroslav Plesl   | Rodovít                 |
| Pavlína Štorková | Živa                    |
| Jakub Žáček      | majitel panoptika       |
| Jiří Vyorálek    | zvířecí muž             |
| Miroslav Krobot  | hostinský               |
| Hana Müllerová   | hostinská               |
| Éva Bandor       | hodinářova žena         |

.

## Uvedení a přijetí
Oficiální premiéra v českých kinech proběhla dne 15. srpna 2019.
Snímek v televizi premiérově uvedla Česká televize 25. prosince 2020 na programu ČT1, stal se nejsledovanějším pořadem dne. Vidělo jej 2,2 milionu diváků starších 15 let, což je téměř polovina lidí (46 %), kteří měli toho dne zapnutou televizi a sledovalo ji 117 tisíc dětí.

## Recenze
- Mirka Spáčilová, iDNES.cz, 14. srpna 2019, [6]
- Lenka Vosyková, Cervenykoberec.cz, 13. srpna 2019, [7]
- Jana Podskalská, Deník.cz, 14. srpna 2019, [8]